# 大田心
大田心，是臺灣臺中市大雅區的一個傳統地域名稱，位於該區中部偏東南。相較於今日行政區，其範圍大致為二和里東半部。

## 歷史
台灣清治末期至日治初期，大田心地區為一街庄，稱為「大田心庄」，隸屬於捒東下堡。該庄西北及北與垻雅街為鄰，東北與大田心庄為鄰，東與馬崗厝庄為鄰，南邊為港尾仔庄，西南邊為下橫山庄。
1901年（日治明治三十四年）11月，全台廢縣廳改設二十廳，該庄隸屬於臺中廳。1903年（明治三十六年）6月，該庄編入「四張犁區」，仍隸屬於臺中廳。1909年（明治四十二年）10月，合併二十廳為十二廳，該庄改編入「埧雅區」，仍隸屬於臺中廳。1920年（大正九年），全台地方制度大改正，廢十二廳改設五州二廳，該庄改制為「大田心」大字，隸屬於臺中州豐原郡大雅庄。
戰後大雅庄改制為大雅鄉，隸屬於臺中縣，大字亦改制為村。1950年10月，中、彰、投分治，大雅鄉仍隸屬臺中縣。2010年12月，臺中縣市合併為直轄臺中市，大雅鄉改制為大雅區，村亦改制為里。

## 交通
區道中86線（雅潭路四段）是大雅至潭子區新田的道路，大致以西北西—東南東走向經過本地區南部。由該道路向西北西可前往四塊厝東北部、大雅市區並止於省道台1乙線路口，向東南東可前往馬岡厝、西員寶、東員寶、潭子與甘蔗崙交界地帶、潭子、茄荎角、聚興西北部並止於區道中89線路口。